# فیل نائومان
فیل نائومان (نام علمی: 'Palaeoloxodon naumanni') یکی از گونه‌های فیل از سردهٔ Palaeoloxodon است که تا اواخر دوران پلیستوسن در ژاپن وجود داشته‌است. انقراض آن بر اثر تغییرات پس از آخرین عصر یخبندان و بالا رفتن درجهٔ حرارت محیط بوده‌است.